# Адам фон Волфщайн
Адам фон Волфщайн (на немски: Adam von Wolfstein Freiherr zu Obersulzburg; * ок. 1485; † 1547) е фрайхер на Волфщайн-Оберзулцбюрг в Бавария.

## Биография
Той е най-големият син на рицар Вилхелм III фон Волфщайн-Оберзулцбюрг (1453 – 1518) и съпругата му Маргарета фон Щайн, дъщеря на Диполд фон Щайн-Жетинген „Стари“ († 1492) и Анна фон Рехберг († 1501). Внук е на Албрехт IV фон Волфщайн-Мюлхаузен († 1470) и Кунигунда фон Шаунберг, дъщеря на граф Йохан I фон Шаунберг († 1453) и Анна фон Петау, наследничка на Фридау, Анкерщайн и Розег († 1465). Той има седем братя и три сестри.
Баща му Вилхелм фон Волфщайн  Около 1510 г. се построява църквата „Св. Георг“.
Адам фон Волфщайн е издигнат на имперски фрайхер през 1522 г. от император Карл V. Ок. 1540 г. Волфщайнерите въвеждат реформацията в Пирбаум. През 1561 г. последните католици напускат селището.

## Фамилия
Първи брак: на 29 април 1527 г. с Доротея фон Абсберг († пр. 6 февруари 1538), дъщеря на Ханс фон Абсберг-Вердер Франкенберг и Анастасия фон Цьобел фон Гибелщат. Бракът е бездетен.
Втори брак: на 23 март 1539 г. в Пирбаум, Горен Пфалц, Бавария, с графиня Мария Салома фон Тенген-Неленбург (* ок. 1520), дъщеря на граф Кристоф фон Неленбург-Тенген († 1539) и Ерентруд фон Щауфен († 1531). Те имат три деца:
- Йохан Андреас фон Волфщайн (* 19 февруари 1541, Пирбаум; † 19 октомври 1585), фрайхер, женен I. на 13 май 1562 г. в Гелнхаузен за графиня Анна фон Изенбург-Бюдинген-Келстербах (* 1536; † 30 октомври 1565), II. на 25 януари 1569 г. в Ландсхут за фрайин Магдалена фон Дегенберг († 3 юни 1597)
- Еразмус Вилхелм фон Волфщайн (* 7 октомври 1544, Пирбаум; † ок. 14 август 1562/3 май 1565)
- Анна Мария фон Волфщайн (* 6 юли 1546, Пирбаум), омъжена на 1 октомври 1580 г. в Регенсбург за рицар Паул Фетц